# Florică Bîrsășteanu
Florică Bîrsășteanu (n. 20 mai 1959

) este un deputat român, ales în 2012.